# بيتر بارلر
بيتر بارلر، (1333-1399)، كان مهندسًا معماريًا ونحاتًا ألمانيًا. يعد مع والده، هاينريش بارلر، أحد أبرز الحرفيين وأكثرهم نفوذًا في العصور الوسطى. وُلد بيتر وتعلّم في بلدة شفيبيش غموند، وعمل في العديد من مواقع البناء الهامة في أواخر العصور الوسطى، بما في ذلك ستراسبورغ وكولونيا ونورمبرغ. بعد عام 1356 عاش في براغ، عاصمة مملكة بوهيميا ومقر الإمبراطورية الرومانية المقدسة، حيث ابتكر أشهر أعماله: كاتدرائية القديس فيتوس وجسر تشارلز.

## نورمبرغ
في وقتٍ ما بعد عام 1352، انضم بيتر إلى أعمال البناء في نورمبرغ كمساعد موقع رئيسي إلى جانب والده. لكن التاريخ الدقيق لذلك غير واضح. وضع أسس بناء الكنيسة في عام 1351 بمبادرة من تشارلز الرابع، الإمبراطور الروماني المقدس، أصبحت الكنيسة مركزًا لإقامة الاحتفالات الإمبراطورية. يظهر هذا في الشعارات من تلك الفترة.
أمر تشارلز أيضًا ببناء قلعة وينزلسبرغ، بالقرب من نورمبرغ. بُنيت على أنقاض قلعة قديمة. بحلول عام 1355، استرعى أسلوبهم المتطور انتباه تشارلز الرابع ودُعي بيتر للعمل في براغ، عاصمة مملكة بوهيميا الجديدة ومقر الإمبراطور. تاريخ هذا التعيين ليس واضحًا تمامًا منذ أن رسم النقش الوثائقي في براغ جزئيًا في القرن الخامس عشر. عادةً ما تحدد الأبحاث الحديثة التاريخ باعتباره عام 1356، بالإضافة إلى المعلومات التي تفيد بأنه كان يبلغ من العمر 23 عامًا على الأقل وقت تعيينه.

## براغ
عند تسلّمه العرش كملك على بوهيميا عام 1347، أسس تشارلز الرابع عاصمته في براغ. في ذلك الوقت كانت تتألف من مدينتين مستقلتين من العصور الوسطى على كل جانب من نهر فلتافا. في عام 1348 أمر ببناء المدينة الجديدة المجاورة للمدينة القديمة الموجودة، وأسس جامعة تشارلز، وبدأ إعادة بناء القلعة، واستأنف العمل في الكاتدرائية. لإنجاز برنامج البناء الطموح هذا، وظّف أفضل المهندسين المعماريين الذين يمكن أن يجدهم. أولًا ماتياس ملك أراس، الذي توفي عام 1352. عندما انتُخب إمبراطورًا رومانيًا مقدسًا في عام 1355، صمم تشارلز على جعل براغ عاصمة أوروبا الوسطى وجنّد بيتر بارلر لتنفيذ هذه الرؤية العظيمة. سيُطلق على هذه الفترة ما عُرف لاحقًا باسم (العصر الذهبي) لبراغ وسرعان ما أصبحت أكبر مدينة أوروبية بعد القسطنطينية وباريس وغرناطة.

### كاتدرائية القديس فيتوس
عندما وصل بيتر إلى براغ في عام 1356 بعمر 23، كانت مهمته المباشرة هي تولي مسؤولية موقع البناء في كاتدرائية القديس فيتوس، التي كانت مهملة منذ وفاة ماتياس دي أراس عام 1352. واصل بيتر الأعمال التي كانت مكتملة جزئيًا، وغيّر بعض المخططات تدريجيًا مع الحفاظ على الرؤية الأصلية.

### جسر تشارلز
في عام 1342، قبل عهد تشارلز الرابع مباشرة، تعرض جسر جوديث الروماني عبر نهر فلتافا لأضرار جسيمة في الفيضان. كان أول جسر حجري يربط بين ضفتي النهر. في عام 1357، كلف تشارلز بيتر ببناء هيكل جديد لإعادة ربط المدينة المتنامية، والتي تتكون الآن من 4 مناطق. وضع حجر الأساس الأول مع احتفال في حضور الإمبراطور في 9 يوليو 1357 الساعة 5:31 صباحًا. نظرًا لتعقيد المشروع الهندسي، والعدد الكبير من المشاريع الأخرى الجارية، استمر البناء حتى عام 1402.
بنى بيتر بارلر البرج الشرقي للجسر، برج أولد تاون، الذي يحتوي على قوس كان الأول من نوعه في بوهيميا.

### أعمال أخرى
بغض النظر عن الكاتدرائية والجسر، كان بيتر أيضًا المصمم الرئيسي لمدينة براغ الجديدة. كما بنى كنيسة القديسين داخل القصر الملكي في قلعة براغ. بعد حريق في عام 1541 جرى إعادة تزيينه على الطراز الباروكي. بين عامي 1360 و1378 بنى بارلر مذبح كنيسة القديس بارثولوميو في كولين. كان بيتر مسؤول أيضًا عن العديد من المقابر والأضرحة والمنحوتات في مواقع مختلفة في براغ وما حولها.

## العائلة والحياة الشخصية
نمت عائلة بارلر بشكل كبير وعمل العديد منهم في مواقع البناء في جميع أنحاء أوروبا الوسطى وشمال إيطاليا. بدأت عائلة بيتر بزواجه من زوجته الأولى غيرترود. على الرغم من أن تاريخ زفافهما غير معروف تمامًا، إلا أنه بحلول عام 1360 كان لديهما ثلاثة أبناء:
- يوهان بارلر الأصغر: وُلد عام 1359، وتلقى تعليمه في براغ، وعمل جنبًا إلى جنب مع والده في سانت فيتوس. تولى يوهان مكان والده في بناء الكاتدرائية الرئيسي في عام 1398 وأصبح أيضًا الباني الرئيسي لكنيسة القديسة باربرا، التي أصبحت الآن مدرجة ضمن أحد مواقع التراث العالمي لليونسكو.[22]
- نيكولاس بارلر: عمل كرجل دين في براغ من عام 1380 وحتى 1398. لا يُعرف عنه سوى القليل.
- وينزل بارلر: وُلد عام 1360، وتلقى تعليمه أيضًا في براغ، وعمل مع والده وأخيه يوهان في سانت فيتوس خلال التسعينيات من القرن التاسع عشر. ثم عمل في كاتدرائية سانت ستيفن، فيينا.[23]

بعد عام 1360، امتلك بيتر منزلًا في ساحة قلعة براغ وانتُخب عضو مجلس محلي للمدينة. توفيت زوجته الأولى غيرترود في أواخر الستينيات من القرن الثالث عشر وعاد إلى كولونيا عام 1370. ثم تزوج إليزابيث أغنيس فون بور عام 1380 وفي نفس العام اشترى منزلًا ثانيًا في كاسل سكوير. أصبح له طفلان آخران: يوهان، وبولس. قد يكون لديه أطفال آخرون أيضًا. من المعروف أن بيتر بارلر قد تنازل عن المنزلين لزوجته الثانية وأطفالهم.
حصل بيتر على الجنسية في براغ عام 1379. وفي سن الشيخوخة، أصبح رجلًا ثريًا وكان لا يزال يعمل كمهندس معماري. يظهر اسمه على أنه سيد الكاتدرائية على لوحة القديس فيتوس. توفي في براغ عام 1399 ودُفن في كاتدرائية القديس فيتوس مع أبنائه بيتر ووينزل.